# Soutěska Kodori

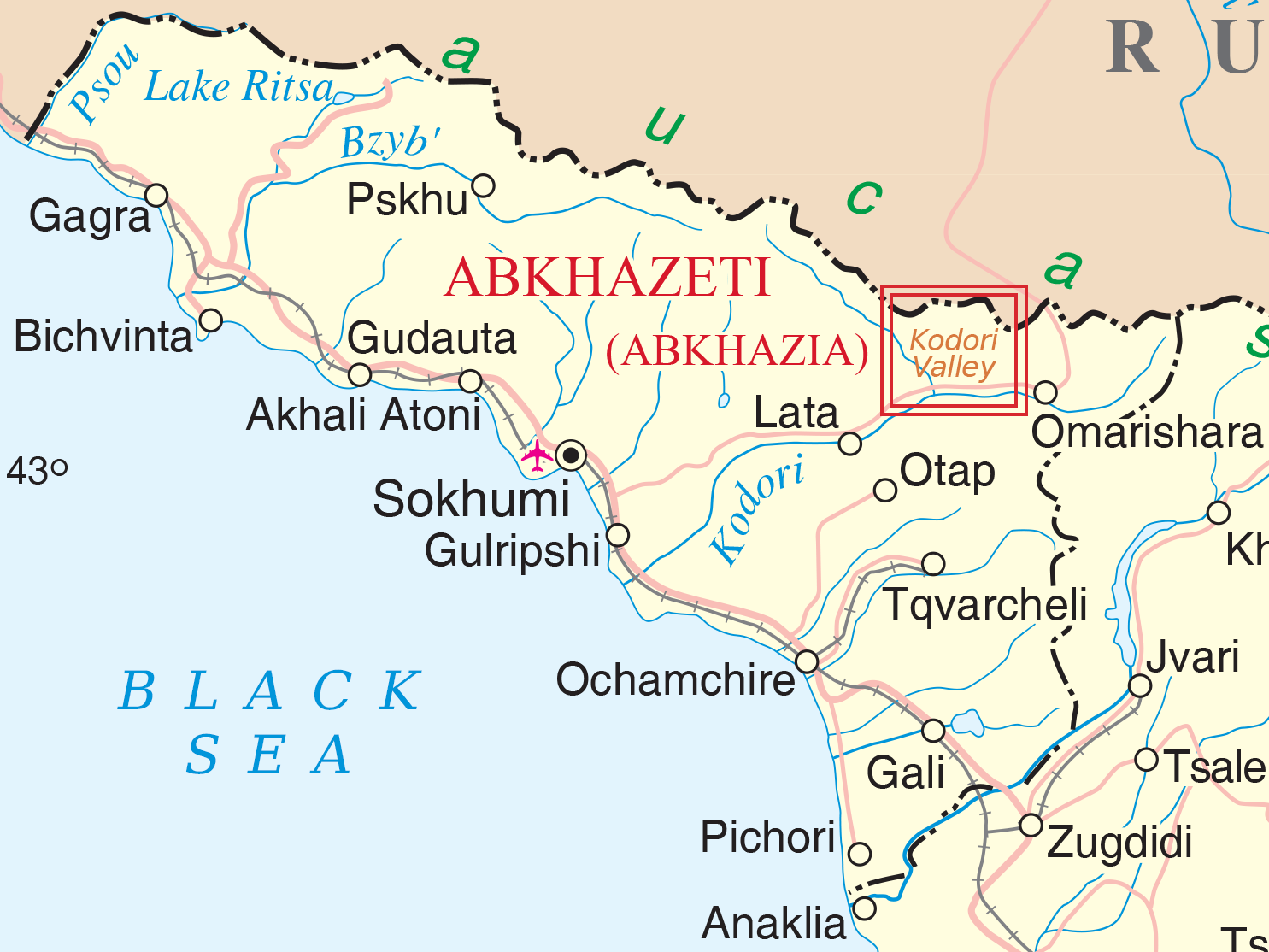
Poloha soutěsky na mapě Abcházie

Soutěska Kodori nebo Kodorská soutěska (abchazsky: Кәыдырҭа, Qudyrta; gruzínsky: კოდორის ხეობა, Kodoris cheoba) je přírodní zajímavostí na severovýchodě Abcházie, jejíž nezávislost není všeobecně uznávána . V několika roztroušených vesničkách a na samotách horní části soutěsky žije populace Svanů a po Válce v Abcházii se jednalo o jedinou oblast, která zůstala ve správě Gruzie. Od roku 2006 začala centrální vláda Gruzie celou tuto oblast nazývat pojmem Horní Abcházie (gruzínsky: ზემო აფხაზეთი, Zemo Apchazeti), avšak v roce 2008 přešla následkem Války v Jižní Osetii pod správu Abcházie.